# Parafia Matki Bożej Królowej Polski w Stalowej Woli
Parafia Matki Bożej Królowej Polski w Stalowej Woli – parafia rzymskokatolicka znajdująca się w Stalowej Woli, w diecezji sandomierskiej w dekanacie Stalowa Wola. Została erygowana w 1977 z parafii św. Floriana w Stalowej Woli. Mieści się przy ul. ks. Jerzego Popiełuszki.

## Proboszczowie
- ks. Józef Skoczyński
- ks. Edward Frankowski
- ks. ks. Władysław Jankowski
- ks. Edward Madej